# جيم دكورث (لاعب دوري الرغبي)
جيم دكورث (بالإنجليزية: Jim Duckworth)‏ هو لاعب دوري الرغبي أسترالي، ولد في 1908 في Balmain, New South Wales ‏ في أستراليا، وتوفي في 1967 في Rozelle ‏ في أستراليا.